# Monumento a Camões
O conjunto escultórico, dito Monumento a Camões, em Lisboa, é da autoria do escultor Victor Bastos, foi projectado a partir de 1860 e inaugurado em 1867, na presença do rei D. Luís e de seu pai D. Fernando, rei consorte.
Foi construído já no final do romantismo e custeado por subscrição pública.
O monumento prepara e antecede as comemorações do terceiro centenário da morte de Camões (1880), promovidas por Teófilo Braga com o apoio de João de Deus, Antero de Quental, Oliveira Martins e Ramalho Ortigão.
A estátua evocativa do poeta é de bronze e mede 4 metros de altura. Assenta sobre um pedestal, oitavado, de mármore branco, com 7,5 metros de altura. Em redor do pedestal oito estátuas, de pedra de lioz, de 2,40 metros de altura, representam vultos notáveis da cultura e das letras: o historiador Fernão Lopes, o cosmógrafo Pedro Nunes, o cronista Gomes Eanes de Azurara, os historiadores João de Barros e Fernão Lopes de Castanheda e os poetas Vasco Mouzinho de Quevedo, Jerónimo Corte-Real e Francisco de Sá de Meneses. 
A estátua de Camões foi desde logo e tem sido motivo de crítica pela "pose" demasiado militar e muito pouco romântica do poeta. A escultura invoca o poeta vestido a rigor, de espada em punho, livro no peito e coroa de louros na cabeça, numa atitude altiva.
Os representados na base do monumento sucedem-se ao longo da dinastia de Avis: são os espectadores vivos da grandeza (Fernão Lopes, Azurara, João de Barros, Castanheda, Pedro Nunes) e da decadência da pátria (Quevedo, Corte-Ral e Sá de Menezes).
O monumento encontra-se na Praça de Luís de Camões, em Lisboa (coloquialmente dita Largo de Camões).